# Arthrophyllum alternifolium
Arthrophyllum alternifolium là một loài thực vật có hoa trong Họ Cuồng cuồng. Loài này được Maingay ex Ridl. mô tả khoa học đầu tiên năm 1922.